# Ikarus 180
Ikarus 180 — городской сочленённый автобус особо большой вместимости венгерской фирмы Ikarus, выпускавшийся с 1965 по 1973 год. Создан на базе автобуса Ikarus 556. Автобусы Ikarus 180, поставляемые в СССР, как и Ikarus 556, окрашивались в белый цвет с продольной тёмно-красной или тёмно-синей полосой. Эксплуатировались во многих городах до начала 1980-х годов и были более распространены, чем базовая модель Ikarus 556.

## Конструкция
Новый автобус с кузовом вагонного типа разрабатывался с оглядкой на серийно выпускавшиеся модели Ikarus 620 и Ikarus 630, но выделялся рядом новшеств в плане конструкции. В частности, для него был разработан уникальный шарнирно-поворотный механизм, позволивший сделать автобус со сквозным проходом через тамбур-гармошку. Внутренности узла сочленения были закрыты защитным пылевлагонепроницаемым сильфоном из дерматина, напоминающего меха гармоники. Управление прицепом осуществляется при помощи продольных рулевых тяг, соединяющих ось прицепа с шарниром тягача. Колёса прицепа комплектовались шинами размером 12,00-20, а колёса тягача — шинами размером 11,00-20. Для автоматического поддержания постоянного положения кузова относительно колёс и дороги при различных нагрузках на автобусе установлены регуляторы положения кузова. Положение кузова регулировалось путём изменения давления сжатого воздуха в пневматических баллонах подвески. Рама кузова представляла собой продольные штампованные лонжероны, чередующиеся с трубами круглого сечения сваренные с поперечными элементами. Таким образом, кузов нельзя было назвать несущим, однако сочетал в себе часть таких элементов. Новшеством стало также применение гидроусилителя руля и горизонтальное размещение двигателя под полом пассажирского салона в пределах колёсной базы тягача. Задняя накопительная площадка располагалась на одну ступеньку ниже основного пола салона (за исключением пригородной модификации). Рабочее место водителя отгорожено перегородкой с дверью.

## История
Разработка модели началась в 1958 году под рабочим названием К-180. Дизайн автобуса разрабатывался дизайнером и конструктором Ласло Финта (впоследствии получившего известность как разработчик 200-й серии), и техническим дизайнером Казмером Шмидтом.
Опытный экземпляр без двигателя был представлен на Будапештской местной промышленной ярмарке в Варошлигете в 1961 году под названием Ikarus 180. В свою очередь цифра 180 в названии модели означает максимальную пассажировместимость машины — 180 человек. Окрас автобуса был белым над окнами и красным внизу, а также украшен чёрной полосой вокруг фар и решетки радиатора.
Серийный выпуск Ikarus 180 планировалось начать в 1963 году, однако откладывался по причине необходимости проверить работу механизма узла сочленения в условиях пассажирских перевозок. В 1960—1964 годах узел сочленения, разработанный специально для Ikarus 180, ставился на троллейбусы Ikarus 60TCS, которые были созданы в результате модернизации 54-х одиночных троллейбусов с прицепами Ikarus 60T в сочленённые.
Первоначально на эту модель автобуса устанавливался шестицилиндровый дизель венгерского производства Csepel D-619 мощностью 180 л. с. Однако, с 1967 года вместо него на автобусы моделей 556 и 180 стали устанавливаться более современные и надёжные дизели Raba-MAN мощностью в 192 л. с., выпускавшиеся в Венгрии на предприятии Raba по лицензии западно-германской фирмы MAN. Эти же модели автобусов оснащались и ведущими мостами этого же производителя.

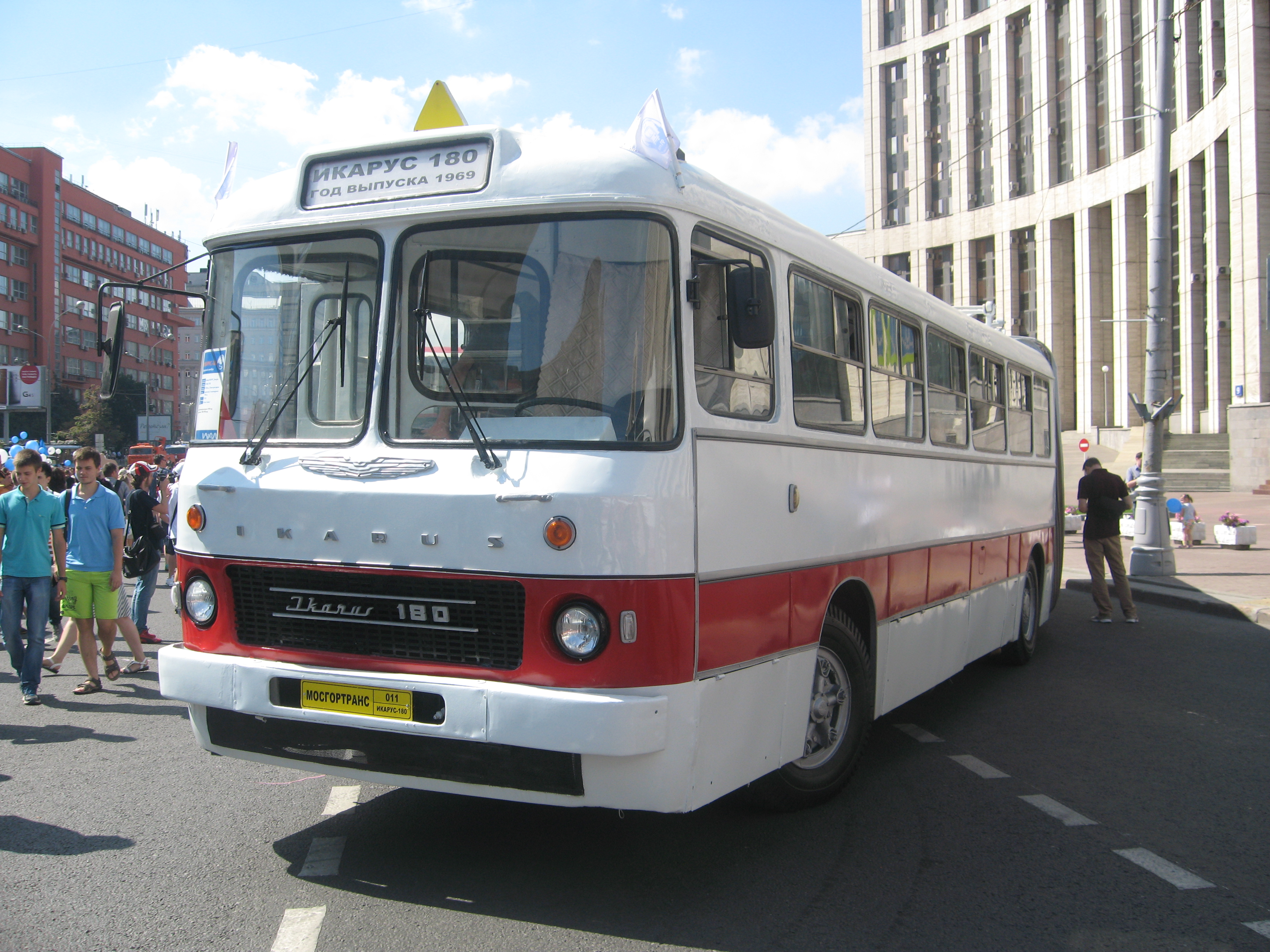
На «Параде автобусов» в Москве, 2015

Автобус поставлялся во многие страны соцлагеря. В СССР первые партии автобусов модификации Ikarus 180.31 стали прибывать в октябре 1968 года и стали первыми в стране массовыми сочленёнными автобусами, называемыми в народе «гармошками», «пылесосами», а также «скотовозами» за большую вместимость. В Москве они встречались на маршрутах до конца 1970-х годов. Массовое списание началось после 1976 года, последние единичные машины были отстранены от пассажирской работы к 1985 году. На смену Ikarus 180 пришла новая модель семейства 200-й серии — Ikarus 280.
Восстановленный экземпляр Ikarus 180.31 (с комплектующими от Ikarus 280.33) имеется в Музее пассажирского транспорта Москвы и принимает участие в выставках городского транспорта. Последние несколько лет он находится в неходовом состоянии. Ещё два музейных экземпляра сохранились в Будапеште (Ikarus 180.72) и городе Хемниц в Германии (пригородная модификация Ikarus 180.22).

## Модификации
| Модификация   | Описание                       | Внешние признаки | Формула дверей | Двигатель                                             | Годы выпуска |
| ------------- | ------------------------------ | --- | -------------- | ----------------------------------------------------- | ------------ |
| Ikarus 180.00 | Первая модель 180-й серии      | Узкие сдвижные форточки во всех окнах, остекление нижней части ширмовых дверей, надпись «IKARUS» спереди большими буквами, как у Ikarus 556 | 2-3-2-4        |                                                       |              |
| Ikarus 180.10 | Модификация для Венгрии.       | Отсутствуют форточки в последнем окне перед 4-й дверью, отсутствие остекления нижней части ширмовых дверей                                  | 2-3-2-4        | Rába-MAN D.2156 HM 6U                                 | 1967         |
| Ikarus 180.12 | Модификация для ГДР.           | Узкие сдвижные форточки во всех окнах кроме последнего перед 4-й дверью (откидная)                                                          | 2-3-2-4        | Rába-MAN D.2156 HM 6U                                 | 1967         |
| Ikarus 180.13 | Модификация для Болгарии.      | Узкие сдвижные форточки во всех окнах | 2-3-2-4        | Rába-MAN D.2146 HM 1U                                 | 1967         |
| Ikarus 180.17 | Модификация для Египта         | Узкие откидные форточки во всех окнах | 2-3-2-4        | Rába-MAN D.2146 HM 1U                                 | 1969         |
| Ikarus 180.22 | Модификация для ГДР и Венгрии. | Пригородная версия | 2-0-4-0        |                                                       |              |
| Ikarus 180.31 | Модификация для СССР.          | Узкие сдвижные форточки во всех окнах кроме последнего перед 4-й дверью (откидная).                                                         | 2-3-2-4        | Rába-MAN D.2156 HM 6U                                 | 1969         |
| Ikarus 180.32 | Модификация для ГДР.           | Отсутствуют форточки. | 2-3-2-4        |                                                       | 1971         |
| Ikarus 180.36 | Модификация для Венгрии.       | Узкие откидные форточки во всех окнах. | 2-3-2-4        |                                                       | 1971         |
| Ikarus 180.37 |                                | | 2-3-2-4        |                                                       |              |
| Ikarus 180.?? | Модификация для Перу.          | Большие сдвижные форточки во всех окнах. | 2-3-2-4        |                                                       | 1973         |
| Ikarus 180.70 | Модификация для Венгрии.       | Узкие откидные форточки во всех окнах, надпись «IKARUS» спереди отсутствует                                                                 | 2-3-2-4        | Csepel-JÁFI P-619                                     | 1965         |
| Ikarus 180.71 | Модификация для Венгрии.       | Узкие откидные форточки во всех окнах, стажёрская кабина                                                                                    | 2-3-2-4        | Csepel-JÁFI P-619, впоследствии Rába-MAN D.2156 HM 6U | 1967         |
| Ikarus 180.72 | Модификация для Венгрии.       | Узкие откидные форточки во всех окнах, стажёрская кабина                                                                                    | 2-3-2-4        | Csepel-JÁFI P-619, впоследствии Rába-MAN D.2156 HM 6U | 1968         |